# Coccoloba chiapensis
Coccoloba chiapensis är en slideväxtart som beskrevs av Paul Carpenter Standley. Coccoloba chiapensis ingår i släktet Coccoloba och familjen slideväxter. Inga underarter finns listade i Catalogue of Life.